# Seria Unisonic
Seria Unisonic – seria konsol z wbudowanymi grami, produkowana w latach 1976-1978 przez firmę Unisonic. W skład serii wchodzą dwie linie konsol - Unisonic Tournament i Unisonic Olympian, a także konsola Champion 2711.

## Historia

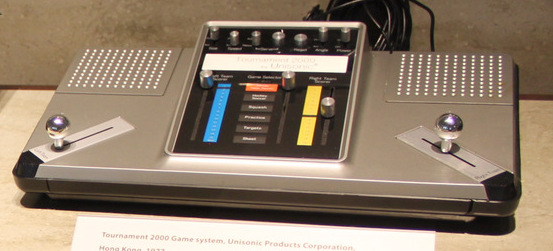
Tournament 2000

Firma Unisonic weszła w późnych latach 70. na rynek konsol z wbudowanymi grami, podobnie jak wielu innych producentów użytkowego sprzętu elektronicznego tego okresu. Konsola była wzorowana na Pongu firmy Atari, modelu z roku 1975. Unisonic swoją pierwszą konsolę - Unisonic Sportsman T101 wydało w 1976 roku, zawierała ona cztery wbudowane w system tytuły, posiadała także dwa kontrolery z tzw. Paddle. Kolejne konsole z serii pojawiały się w latach 1976-1978.
Jak wiele konsol typu „Pong” z lat 70., konsole firmy Unisonic były oparte na chipie General Instrument AY-3-8500-001. Pierwsze konsole zawierały cztery gry: Practice, Squash, Hockey i Tennis. Tournament 150 była pierwszą konsolą z serii wyposażoną w pistolet świetlny posiadała także dwa dodatkowe tytuły: Skeet i Target. W 1978 roku firma wydala ostatnią konsolę typu „Pong” - Olympian 2600, posiadała ona dziesięć wbudowanych gier, kontrolery z Paddle i pistolet świetlny. Bazowała na chipie AY-3-8600 z dodatkowymi kolorami, które uzyskano dzięki chipowi AY-3-8615.
W 1978 roku Unisonic wydała konsolę Champion 2711 bazującą nie na chipie lecz na procesorze CP-1610, który był także wykorzystywany w Intellivision. W przeciwieństwie do Intellivision, konsola od Unisonic posiadała mniej zaawansowane komponenty (chip AY-3-8800) audio i video, przez co wszystkie gry na konsole były tekstowe. Konsola posiadała 4 wbudowane gry a także gniazdo kartridży (stworzono tylko 4 kompatybilne kartridże dla konsoli), nie była to więc klasyczna konsola z wbudowanymi grami. System został stworzony w bardzo niewielkim nakładzie, w dzisiejszych czasach jest bardzo rzadka. Konsola jest możliwa do emulowania przez emulator MAME.
Firma Atari po wydaniu Atari 2600 kilka miesięcy po stworzeniu Olympian 2600 całkowicie zdominowała rynek gier wideo, zmuszając firmę Unisonic do wycofania się z produkcji kolejnych konsol.

## Lista konsol
| Nazwa           | Numer Modelu | Numer seryjny | Data wydania | Liczba Gier                 | Pistolet świetlny | Kraj produkcji | Chip                                                |
| --------------- | ------------ | ------------- | ------------ | --------------------------- | ----------------- | -------------- | --------------------------------------------------- |
| Sportsman T101  | T101         |               | 1976         | 4                           | N                 | Hongkong       | AY-3-8500                                           |
| Tournament 100  | T100         | 023410        | 1976         | 4                           | N                 | Hongkong       | AY-3-8500                                           |
| Tournament 102  | T102         | 01033         | 1976         | 4                           | N                 | Hongkong       | MPS-7600-001                                        |
| Tournament 150  | T150         | 016621        | 1976         | 6                           | T                 | Hongkong       | AY-3-8500                                           |
| Tournament 200  | T200         | –             | 1976         | 4                           | N                 | Hongkong       | AY-3-8500                                           |
| Tournament 1000 | T-1000       | –             | 1977         | 4                           | N                 | Hongkong       | AY-3-8500                                           |
| Tournament 2000 | T2000-JR     | 0196566       | 1977         | 6                           | T                 | Japonia        | AY-3-8500                                           |
| Tournament 2501 | –            | –             | 1977         | 6                           | T                 | –              | AY-3-8500                                           |
| Olympian 2600   | –            | –             | 1978         | 10                          | T                 | Japonia        | AY-3-8600 AY-3-8615(dodaje kolorową paletę)         |
| Champion 2711   | –            | –             | 1978         | 4 wbudowane gry 4 kartridże | N                 | –              | General Instrument CP-1610 AY-3-8800(wideo i audio) |